# Bicolorana pylnovi
Bicolorana pylnovi är en insektsart som först beskrevs av Boris Petrovich Uvarov 1924.  Bicolorana pylnovi ingår i släktet Bicolorana och familjen vårtbitare. Inga underarter finns listade i Catalogue of Life.